# Liste der Bundestagswahlkreise 1949, 1953, 1957 und 1961
Die Liste der Bundestagswahlkreise 1949, 1953, 1957 und 1961 listet alle Wahlkreise auf, die für die vier Bundestagswahlen 1949, 1953, 1957 und 1961 maßgeblich waren und gibt einen Überblick über die Verteilung und Nummerierung der Bundestagswahlkreise von 1949 bis 1961. Sie wurden jeweils im Bundeswahlgesetz festgelegt. Für die Wahlkreise späterer Bundestagswahlen siehe Liste der Bundestagswahlkreise.

## Wahlkreisnummerierung nach Bundesland 1949–1961
| Land                     | 1949 | 1953    | 1957 & 1961 |
| ------------------------ | ---- | ------- | ----------- |
| Schleswig-Holstein       | 1–14 | 1–14    | 1–14        |
| Hamburg                  | 1–8  | 15–22   | 15–22       |
| Niedersachsen            | 1–34 | 23–56   | 23–56       |
| Bremen                   | 1–3  | 57–59   | 57–59       |
| Nordrhein-Westfalen      | 1–66 | 60–125  | 60–125      |
| Hessen                   | 1–22 | 126–147 | 126–147     |
| Rheinland-Pfalz          | 1–15 | 148–162 | 148–162     |
| Bayern                   | 1–47 | 196–242 | 196–242     |
| Saarland                 | –    | –       | 243–247     |
| Berlin                   | –    | –       | –           |
| Baden-Württemberg        | –    | 163–195 | 163–195     |
| Baden                    | 1–7  | –       | –           |
| Württemberg-Baden        | 1–20 | –       | –           |
| Württemberg-Hohenzollern | 1–6  | –       | –           |

## Anzahl der Bundestagswahlkreise nach Bundesland 1949–1961
| Land                     | 1949 | 1953 | 1957 & 1961 |
| ------------------------ | ---- | ---- | ----------- |
| Schleswig-Holstein       | 14   | 14   | 14          |
| Hamburg                  | 8    | 8    | 8           |
| Niedersachsen            | 34   | 34   | 34          |
| Bremen                   | 3    | 3    | 3           |
| Nordrhein-Westfalen      | 66   | 66   | 66          |
| Hessen                   | 22   | 22   | 22          |
| Rheinland-Pfalz          | 15   | 15   | 15          |
| Bayern                   | 47   | 47   | 47          |
| Saarland                 | –    | –    | 5           |
| Berlin                   |      |      |             |
| Baden-Württemberg        | –    | 33   | 33          |
| Baden                    | 7    | –    | –           |
| Württemberg-Baden        | 20   | –    | –           |
| Württemberg-Hohenzollern | 6    | –    | –           |
| gesamt                   | 242  | 242  | 247         |

## Liste der Wahlkreise mit Gebietsbeschreibung
In der folgenden Liste wird die Wahlkreiseinteilung für die ersten vier Bundestagswahlen (1949, 1953, 1957 und 1961) beschrieben. Bei der Bundestagswahl 1949 waren die Wahlkreise nicht fortlaufend, sondern nach Bundesländern getrennt, nummeriert.

### Schleswig-Holstein
| Nr. | Wahlkreis                       | Gebiet |
| --- | ------------------------------- | --- |
| 1   | Husum – Südtondern – Eiderstedt | Kreis Husum, Kreis Südtondern, Kreis Eiderstedt |
| 2   | Flensburg                       | Flensburg, Kreis Flensburg und vom Kreis Schleswig die Gemeinden Esmark, Kappeln, Obdrup, Rehberg, Munkbrarup und Satrup |
| 3   | Schleswig – Eckernförde         | Kreis Schleswig (teilweise), Kreis Eckernförde |
| 4   | Norder- und Süderdithmarschen   | Kreis Norderdithmarschen, Kreis Süderdithmarschen und vom Kreis Schleswig die Gemeinden Alt Bennebek, Bargen, Bergenhusen, Börm, Dörpstedt, Drage, Erfde, Friedrichstadt, Klein Bennebek, Meggerdorf, Norderstapel, Seeth, Süderstapel, Tetenhusen, Tielen und Wohlde |
| 5   | Rendsburg                       | Kreis Rendsburg (teilweise) und einige Stimmbezirke von Kiel |
| 6   | Kiel                            | Kiel (teilweise) |
| 7   | Plön – Eutin/Nord               | Kreis Plön, vom Kreis Eutin die Gemeinden Bosau, Eutin, Malente und Süsel |
| 8   | Oldenburg – Eutin/Süd           | Kreis Oldenburg, vom Kreis Eutin die Gemeinden Ahrensbök, Bad Schwartau, Gleschendorf, Ratekau, Stockelsdorf und Timmendorfer Strand |
| 9   | Lübeck                          | Lübeck (teilweise) |
| 10  | Segeberg – Neumünster           | Kreis Segeberg, Neumünster |
| 11  | Steinburg                       | Kreis Steinburg, vom Kreis Süderdithmarschen die Gemeinden Averlak, Behmhusen, Blangenmoor-Lehe, Brunsbüttel, Brunsbüttelkoog, Dingen, Mühlenstraßen, Osterbelmhusen, Ostermoor, Warfen, Westerbelmhusen und Westerbüttel, vom Kreis Rendsburg die Gemeinden Aasbüttel, Agethorst, Beldorf, Bendorf, Besdorf, Bokelrehm, Bokhorst, Bornholt, Gribbohm, Holstenniendorf, Nienbüttel, Nutteln, Oldenborstel, Puls, Schenefeld, Siezbüttel, Thaden, Vaale, Vaalermoor, Wacken und Warringholz |
| 12  | Pinneberg                       | Kreis Pinneberg |
| 13  | Stormarn                        | Kreis Stormarn und einige Stimmbezirke von Lübeck |
| 14  | Herzogtum Lauenburg             | Kreis Herzogtum Lauenburg und einige Stimmbezirke von Lübeck |

### Hamburg
| Nr. | Wahlkreis    | Gebiet |
| --- | ------------ | --- |
| 15  | Hamburg I    | Vom Bezirk Hamburg-Mitte die Stadtteile Altstadt, Neustadt und St. Pauli, vom Bezirk Altona der Stadtteil Altona-Altstadt und der Ortsteil Altona-Nord/Süd, vom Bezirk Eimsbüttel die Stadtteile Rotherbaum und Harvestehude                             |
| 16  | Hamburg II   | Bezirk Altona ohne die Stadtteile Altona-Altstadt und Altona-Nord |
| 17  | Hamburg III  | Bezirk Eimsbüttel ohne Rotherbaum, Harvestehude und Hoheluft-West, vom Bezirk Altona die Ortsteile Altona-Nord/Ost und Altona-Nord/Nord |
| 18  | Hamburg IV   | Vom Bezirk Hamburg-Nord die Stadtteile Hoheluft-Ost, Eppendorf, Groß Borstel, Alsterdorf, Ohlsdorf, Fuhlsbüttel und Langenhorn, vom Bezirk Eimsbüttel der Stadtteil Hoheluft-West                                                                        |
| 19  | Hamburg V    | Bezirk Wandsbek ohne den Stadtteil Eilbek |
| 20  | Hamburg VI   | Bezirk Bergedorf, vom Bezirk Wandsbek der Stadtteil Eilbek, vom Bezirk Hamburg-Nord der Stadtteil Hohenfelde, vom Bezirk Hamburg-Mitte die Stadtteile St. Georg, Klostertor, Hammerbrook, Borgfelde, Hamm, Horn, Billstedt, Billbrook und Rothenburgsort |
| 21  | Hamburg VII  | Bezirk Harburg, vom Bezirk Hamburg-Mitte die Stadtteile Veddel, Kleiner Grasbrook, Steinwerder, Waltershof und Finkenwerder |
| 22  | Hamburg VIII | Vom Bezirk Hamburg-Nord die Stadtteile Winterhude, Uhlenhorst, Barmbek-Süd, Dulsberg und Barmbek-Nord |

### Niedersachsen
| Nr. | Wahlkreis                        | Gebiet |
| --- | -------------------------------- | --- |
| 23  | Aurich – Emden                   | Emden, Landkreis Norden, Landkreis Aurich |
| 24  | Leer                             | Landkreis Leer, Landkreis Wittmund |
| 25  | Wilhelmshaven – Friesland        | Wilhelmshaven, Landkreis Friesland |
| 26  | Emsland                          | Landkreis Aschendorf-Hümmling, Landkreis Grafschaft Bentheim, vom Landkreis Meppen die Gemeinden Ahmsen, Altenberge, Altharen, Apeldorn, Bokeloh, Borken, Dalum, Dörgen, Eltern, Emen, Emmeln, Fehndorf, Flechum, Groß Berßen, Groß Fullen, Groß Hesepe, Groß Stavern, Haren, Hebelermeer, Hemsen, Herßum, Herzlake, Hesepertwist, Holte, Holthausen, Hülsen, Hüntel, Klein Berßen, Klein Fullen, Klein Hesepe, Klein Stavern, Lähden, Lahre, Landegge, Lastrup, Lindloh, Lohe, Raken, Rühle, Rühlertwist, Rütenbrock, Schöninghsdorf, Schwartenberg, Tinnen, Versen, Vinnen, Wachtum, Westerloh, Westrum und Wesuwe |
| 27  | Bersenbrück – Lingen             | Landkreis Lingen, Landkreis Bersenbrück, vom Landkreis Meppen die Gemeinden Andrup, Bakerde, Bookhof, Bramhar, Bückelte, Felsen, Geeste, Groß Dohren, Hamm, Haselünne, Helte, Huden, Klein Dohren, Klosterholte, Lage, Lehrte, Lotten, Meppen, Neuenlande, Osterbrock, Schwefingen, Teglingen, Varloh und Vormeppen |
| 28  | Osnabrück-Stadt und -Land        | Osnabrück, Landkreis Osnabrück |
| 29  | Delmenhorst – Wesermarsch        | Delmenhorst, Landkreis Wesermarsch, vom Landkreis Oldenburg die Gemeinden Dötlingen, Ganderkesee, Hasbergen, Hude, Schönemoor, Stuhr und Wildeshausen |
| 30  | Oldenburg – Ammerland            | Oldenburg, Landkreis Ammerland, vom Landkreis Oldenburg die Gemeinden Großenkneten, Hatten, Wardenburg und Wüsting |
| 31  | Vechta – Cloppenburg             | Landkreis Cloppenburg, Landkreis Vechta |
| 32  | Cuxhaven – Hadeln – Wesermünde   | Cuxhaven, Landkreis Land Hadeln, Landkreis Wesermünde |
| 33  | Stade – Bremervörde              | Landkreis Stade, Landkreis Bremervörde |
| 34  | Verden – Rotenburg – Osterholz   | Landkreis Osterholz, Landkreis Verden, Landkreis Rotenburg (Hannover) |
| 35  | Lüneburg – Dannenberg            | Lüneburg, Landkreis Lüneburg, Landkreis Lüchow-Dannenberg |
| 36  | Harburg – Soltau                 | Landkreis Harburg, Landkreis Soltau |
| 37  | Fallingbostel – Hoya             | Landkreis Fallingbostel, Landkreis Grafschaft Hoya, vom Landkreis Braunschweig die Exklave Thedinghausen |
| 38  | Celle                            | Celle, Landkreis Celle, vom Landkreis Burgdorf das Gebiet um Burgdorf und Uetze |
| 39  | Uelzen                           | Landkreis Uelzen, Landkreis Gifhorn (nördlicher Teil) |
| 40  | Stadt Hannover-Nord              | Von Hannover die Stadtteile Groß-Buchholz, Hainholz, Herrenhausen-Stöcken, Vahrenwald-List und Mitte |
| 41  | Stadt Hannover-Süd               | Von Hannover die Stadtteile Badenstedt, Döhren, Wülfel, Kirchrode, Kleefeld, Linden-Limmer, Ricklingen |
| 42  | Hannover-Land                    | Landkreis Hannover, vom Landkreis Burgdorf der südliche Teil mit Lehrte und Sehnde |
| 43  | Neustadt – Grafschaft Schaumburg | Landkreis Neustadt am Rübenberge, Landkreis Grafschaft Schaumburg, Landkreis Burgdorf (teilweise) |
| 44  | Nienburg – Schaumburg-Lippe      | Landkreis Schaumburg-Lippe, Landkreis Nienburg/Weser ohne das Amt Uchte |
| 45  | Diepholz – Melle – Wittlage      | Landkreis Grafschaft Diepholz, Landkreis Melle, Landkreis Wittlage, vom Landkreis Nienburg/Weser das Amt Uchte |
| 46  | Hameln – Springe                 | Hameln, Landkreis Hameln-Pyrmont, Landkreis Springe |
| 47  | Alfeld – Holzminden              | Landkreis Alfeld (Leine), Landkreis Holzminden |
| 48  | Hildesheim-Stadt und -Land       | Hildesheim, Landkreis Hildesheim-Marienburg |
| 49  | Gandersheim – Salzgitter         | Salzgitter, Landkreis Gandersheim, vom Landkreis Wolfenbüttel die Exklave Baddeckenstedt |
| 50  | Stadt Braunschweig               | Braunschweig |
| 51  | Braunschweig-Land – Helmstedt    | Landkreis Braunschweig ohne die Exklave Thedinghausen, Landkreis Helmstedt |
| 52  | Wolfenbüttel – Goslar-Land       | Landkreis Wolfenbüttel ohne die Exklave Baddeckenstedt, Landkreis Goslar |
| 53  | Harz                             | Goslar, Landkreis Zellerfeld, Landkreis Osterode am Harz, Landkreis Blankenburg |
| 54  | Peine – Gifhorn                  | Landkreis Peine, Stadt Wolfsburg, Südteil des Landkreises Gifhorn mit Gifhorn, Isenbüttel, Meine und Meinersen |
| 55  | Northeim – Einbeck – Duderstadt  | Landkreis Northeim, Landkreis Einbeck, Landkreis Duderstadt |
| 56  | Göttingen – Münden               | Göttingen, Landkreis Göttingen, Landkreis Münden |

### Bremen
| Nr. | Wahlkreis                 | Gebiet |
| --- | ------------------------- | --- |
| 57  | Bremen-Ost                | Bezirk Ost, vom Bezirk Süd die Ortsteile Habenhausen und Arsten                                                          |
| 58  | Bremen-West               | Bezirk West, Bezirk Süd ohne Habenhausen und Arsten, Bezirk Mitte ohne das Stadtbremische Überseehafengebiet Bremerhaven |
| 59  | Bremerhaven – Bremen-Nord | Bremerhaven, von Bremen der Bezirk Nord und vom Bezirk Mitte der Ortsteil Stadtbremisches Überseehafengebiet Bremerhaven |

### Nordrhein-Westfalen
| Nr. | Wahlkreis                                                      | Gebiet                                                           |
| --- | -------------------------------------------------------------- | ---------------------------------------------------------------- |
| 60  | Aachen-Stadt                                                   | Aachen                                                           |
| 61  | Aachen-Land                                                    | Landkreis Aachen                                                 |
| 62  | Geilenkirchen – Erkelenz – Jülich                              | Kreis Geilenkirchen-Heinsberg, Kreis Erkelenz, Kreis Jülich      |
| 63  | Düren – Monschau – Schleiden                                   | Kreis Düren, Kreis Monschau, Kreis Schleiden                     |
| 64  | Bergheim – Euskirchen                                          | Kreis Bergheim (Erft), Kreis Euskirchen                          |
| 65  | Köln-Land                                                      | Landkreis Köln                                                   |
| 66  | Köln I                                                         | Köln (nördlicher linksrheinischer Teil)                          |
| 67  | Köln II                                                        | Köln (südlicher linksrheinischer Teil)                           |
| 68  | Köln III                                                       | Köln (rechtsrheinischer Teil)                                    |
| 69  | Bonn-Stadt und -Land                                           | Bonn, Kreis Bonn                                                 |
| 70  | Siegkreis                                                      | Siegkreis                                                        |
| 71  | Oberbergischer Kreis                                           | Oberbergischer Kreis                                             |
| 72  | Rheinisch-Bergischer Kreis                                     | Rheinisch-Bergischer Kreis                                       |
| 73  | Rhein-Wupper-Kreis (seit 1957 Rhein-Wupper-Kreis – Leverkusen) | Rhein-Wupper-Kreis, Leverkusen                                   |
| 74  | Remscheid – Solingen                                           | Remscheid, Solingen                                              |
| 75  | Wuppertal I                                                    | Von Wuppertal die Stadtteile Elberfeld, Vohwinkel und Cronenberg |
| 76  | Wuppertal II                                                   | Von Wuppertal die Stadtteile Barmen, Ronsdorf und Beyenburg      |
| 77  | Düsseldorf-Mettmann                                            | Kreis Düsseldorf-Mettmann                                        |
| 78  | Düsseldorf I                                                   | Düsseldorf (westlicher Teil)                                     |
| 79  | Düsseldorf II                                                  | Düsseldorf (östlicher Teil)                                      |
| 80  | Neuß – Grevenbroich                                            | Neuss, Kreis Grevenbroich                                        |
| 81  | Krefeld                                                        | Krefeld                                                          |
| 82  | Rheydt – Mönchengladbach – Viersen                             | Rheydt, Mönchengladbach, Viersen                                 |
| 83  | Kempen-Krefeld                                                 | Kreis Kempen-Krefeld                                             |
| 84  | Moers                                                          | Kreis Moers                                                      |
| 85  | Geldern – Kleve                                                | Kreis Geldern, Kreis Kleve                                       |
| 86  | Rees – Dinslaken                                               | Kreis Rees, Kreis Dinslaken                                      |
| 87  | Oberhausen                                                     | Oberhausen                                                       |
| 88  | Mülheim                                                        | Mülheim an der Ruhr                                              |
| 89  | Essen I                                                        | Essen (nordwestlicher Teil)                                      |
| 90  | Essen II                                                       | Essen (nordöstlicher Teil)                                       |
| 91  | Essen III                                                      | Essen (südlicher Teil)                                           |
| 92  | Duisburg I                                                     | Duisburg (nordöstlicher Teil)                                    |
| 93  | Duisburg II                                                    | Duisburg (südwestlicher Teil)                                    |
| 94  | Borken – Bocholt – Ahaus                                       | Kreis Borken, Bocholt, Kreis Ahaus                               |
| 95  | Steinfurt – Tecklenburg                                        | Kreis Steinfurt, Kreis Tecklenburg                               |
| 96  | Beckum – Warendorf                                             | Kreis Beckum, Kreis Warendorf                                    |
| 97  | Münster-Stadt und -Land                                        | Münster, Kreis Münster                                           |
| 98  | Lüdinghausen – Coesfeld                                        | Kreis Lüdinghausen, Kreis Coesfeld                               |
| 99  | Gelsenkirchen                                                  | Gelsenkirchen                                                    |
| 100 | Recklinghausen-Land                                            | Kreis Recklinghausen                                             |
| 101 | Recklinghausen-Stadt                                           | Recklinghausen                                                   |
| 102 | Gladbeck – Bottrop                                             | Gladbeck, Bottrop                                                |
| 103 | Warburg – Höxter – Büren                                       | Kreis Warburg, Kreis Höxter ohne Lügde, Kreis Büren              |
| 104 | Paderborn – Wiedenbrück                                        | Kreis Paderborn, Kreis Wiedenbrück                               |
| 105 | Bielefeld – Halle                                              | Kreis Bielefeld, Kreis Halle (Westfalen)                         |
| 106 | Bielefeld-Stadt                                                | Bielefeld                                                        |
| 107 | Herford-Stadt und -Land                                        | Herford, Kreis Herford                                           |
| 108 | Detmold                                                        | Kreis Detmold                                                    |
| 109 | Lemgo                                                          | Kreis Lemgo mit Lügde                                            |
| 110 | Minden – Lübbecke                                              | Kreis Minden, Kreis Lübbecke                                     |
| 111 | Wattenscheid – Wanne-Eickel                                    | Wattenscheid, Wanne-Eickel                                       |
| 112 | Herne – Castrop-Rauxel                                         | Herne, Castrop-Rauxel                                            |
| 113 | Ennepe-Ruhr – Witten                                           | Ennepe-Ruhr-Kreis, Witten                                        |
| 114 | Hagen                                                          | Hagen                                                            |
| 115 | Dortmund I                                                     | Dortmund (westlicher Teil)                                       |
| 116 | Dortmund II                                                    | Dortmund (östlicher Teil)                                        |
| 117 | Dortmund III – Lünen                                           | Dortmund (nördlicher Teil), Lünen                                |
| 118 | Bochum                                                         | Bochum                                                           |
| 119 | Iserlohn-Stadt und -Land                                       | Iserlohn, Kreis Iserlohn                                         |
| 120 | Unna – Hamm                                                    | Kreis Unna, Hamm                                                 |
| 121 | Meschede – Olpe                                                | Kreis Meschede, Kreis Olpe                                       |
| 122 | Arnsberg – Soest                                               | Kreis Arnsberg, Kreis Soest                                      |
| 123 | Lippstadt – Brilon                                             | Kreis Lippstadt, Kreis Brilon                                    |
| 124 | Altena – Lüdenscheid                                           | Kreis Altena, Lüdenscheid                                        |
| 125 | Siegen-Stadt und Land Wittgenstein                             | Kreis Siegen, Siegen, Kreis Wittgenstein                         |

### Hessen
| Nr. | Wahlkreis        | Gebiet |
| --- | ---------------- | --- |
| 126 | Waldeck          | Landkreis Hofgeismar, Landkreis Wolfhagen, Landkreis Waldeck |
| 127 | Kassel           | Kassel, Landkreis Kassel |
| 128 | Eschwege         | Landkreis Eschwege, Landkreis Melsungen, Landkreis Witzenhausen |
| 129 | Fritzlar-Homberg | Landkreis Frankenberg, Landkreis Fritzlar-Homberg, Landkreis Ziegenhain                                                                                            |
| 130 | Hersfeld         | Landkreis Hersfeld, Landkreis Hünfeld, Landkreis Rotenburg (Fulda)                                                                                                 |
| 131 | Marburg          | Marburg, Landkreis Biedenkopf, Landkreis Marburg |
| 132 | Wetzlar          | Dillkreis, Landkreis Wetzlar |
| 133 | Gießen           | Gießen, Landkreis Alsfeld, Landkreis Gießen |
| 134 | Fulda            | Fulda, Landkreis Fulda, Landkreis Lauterbach, Landkreis Schlüchtern                                                                                                |
| 135 | Obertaunuskreis  | Oberlahnkreis, Obertaunuskreis, Landkreis Usingen |
| 136 | Friedberg        | Landkreis Friedberg, Landkreis Büdingen |
| 137 | Limburg          | Landkreis Limburg, Rheingaukreis, Untertaunuskreis |
| 138 | Wiesbaden        | Wiesbaden |
| 139 | Hanau            | Hanau, Landkreis Gelnhausen, Landkreis Hanau |
| 140 | Frankfurt/M I    | Bezirke Oberrad, Sachsenhausen, Niederrad, Goldstein, Schwanheim, Griesheim, Nied, Alt-Höchst, Sindlingen, Zeilsheim, Unterliederbach und Sossenheim               |
| 141 | Frankfurt/M II   | Bezirke Innenstadt, Gutleutviertel, Gallusviertel, Rebstock, Westend, Bockenheim, Rödelheim, Hausen, Praunheim, Heddernheim, Ginnheim, Eschersheim und Niederursel |
| 142 | Frankfurt/M III  | Bezirke Nordend, Bornheim, Seckbach, Eckenheim, Preungesheim, Bonames, Berkersheim und Fechenheim                                                                  |
| 143 | Groß-Gerau       | Landkreis Groß-Gerau, Main-Taunus-Kreis |
| 144 | Offenbach/M      | Offenbach am Main, Landkreis Offenbach |
| 145 | Darmstadt        | Darmstadt, Landkreis Darmstadt |
| 146 | Dieburg          | Landkreis Dieburg, Landkreis Erbach |
| 147 | Bergstraße       | Landkreis Bergstraße |

### Rheinland-Pfalz
| Nr. | Wahlkreis                  | Gebiet |
| --- | -------------------------- | --- |
| 148 | Altenkirchen (Westerwald)  | Landkreis Altenkirchen (Westerwald), Landkreis Neuwied |
| 149 | Ahrweiler                  | Landkreis Ahrweiler, Landkreis Mayen |
| 150 | Koblenz                    | Koblenz, Landkreis Koblenz, Landkreis Sankt Goar |
| 151 | Cochem                     | Landkreis Cochem, Landkreis Zell (Mosel), Landkreis Simmern, Landkreis Bernkastel |
| 152 | Kreuznach                  | Landkreis Kreuznach, Landkreis Birkenfeld |
| 153 | Prüm                       | Landkreis Prüm, Landkreis Daun, Landkreis Bitburg, Landkreis Wittlich |
| 154 | Trier                      | Trier, Landkreis Trier, Landkreis Saarburg |
| 155 | Westerburg                 | Oberwesterwaldkreis, Unterwesterwaldkreis, Unterlahnkreis, Landkreis Sankt Goarshausen |
| 156 | Mainz                      | Mainz, Landkreis Mainz ohne Amtsgerichtsbezirk Oppenheim, Landkreis Bingen |
| 157 | Worms                      | Worms, Landkreis Worms, Landkreis Alzey, vom Landkreis Mainz den Amtsgerichtsbezirk Oppenheim                                                                                             |
| 158 | Ludwigshafen am Rhein      | Ludwigshafen am Rhein, Landkreis Ludwigshafen, Frankenthal (Pfalz), Landkreis Frankenthal (Pfalz) ohne Amtsgerichtsbezirk Grünstadt                                                       |
| 159 | Neustadt an der Weinstraße | Neustadt an der Weinstraße, Landkreis Neustadt an der Weinstraße, Landkreis Kirchheimbolanden, Landkreis Rockenhausen, vom Landkreis Frankenthal (Pfalz) den Amtsgerichtsbezirk Grünstadt |
| 160 | Kaiserslautern             | Kaiserslautern, Landkreis Kaiserslautern, Landkreis Kusel |
| 161 | Zweibrücken                | Zweibrücken, Landkreis Zweibrücken, Pirmasens, Landkreis Pirmasens, Landkreis Bergzabern                                                                                                  |
| 162 | Speyer                     | Speyer, Landkreis Speyer, Landau in der Pfalz, Landkreis Landau in der Pfalz, Landkreis Germersheim                                                                                       |

### Baden-Württemberg
| Nr. | Wahlkreis          | Gebiet |
| --- | ------------------ | --- |
| 163 | Stuttgart I (West) | Stadtteile Stuttgart-West, Stuttgart-Mitte, Stuttgart-Süd, Weilimdorf, Feuerbach, Botnang, Vaihingen, Möhringen, Degerloch, Birkach, Hohenheim und Plieningen                                                                      |
| 164 | Stuttgart II (Ost) | Stadtteile Stuttgart-Ost, Stuttgart-Nord, Bad Cannstatt, Stammheim, Zuffenhausen, Mühlhausen, Hofen, Münster, Untertürkheim, Rotenberg, Uhlbach, Wangen, Obertürkheim, Rohracker, Hedelfingen, Sillenbuch, Heumaden und Riedenberg |
| 165 | Ludwigsburg        | Landkreis Ludwigsburg |
| 166 | Heilbronn          | Heilbronn, Landkreis Heilbronn |
| 167 | Böblingen          | Landkreis Böblingen, Landkreis Vaihingen, Landkreis Leonberg |
| 168 | Eßlingen           | Landkreis Esslingen, Landkreis Nürtingen (teilweise) |
| 169 | Göppingen          | Landkreis Göppingen, Landkreis Nürtingen (teilweise) |
| 170 | Ulm                | Ulm, Landkreis Heidenheim, Landkreis Ulm |
| 171 | Aalen              | Landkreis Aalen, Landkreis Schwäbisch Gmünd |
| 172 | Backnang           | Landkreis Backnang, Landkreis Schwäbisch Hall |
| 173 | Crailsheim         | Landkreis Crailsheim, Landkreis Mergentheim, Landkreis Öhringen, Landkreis Künzelsau |
| 174 | Waiblingen         | Landkreis Waiblingen |
| 175 | Karlsruhe-Stadt    | Karlsruhe |
| 176 | Mannheim-Stadt     | Mannheim |
| 177 | Heidelberg         | Heidelberg, Landkreis Heidelberg |
| 178 | Karlsruhe-Land     | Landkreis Karlsruhe (teilweise), Landkreis Pforzheim, Pforzheim |
| 179 | Bruchsal           | Landkreis Bruchsal, Landkreis Karlsruhe (teilweise), Landkreis Sinsheim (teilweise) |
| 180 | Mannheim-Land      | Landkreis Mannheim |
| 181 | Sinsheim           | Landkreis Sinsheim (teilweise), Landkreis Mosbach |
| 182 | Tauberbischofsheim | Landkreis Tauberbischofsheim, Landkreis Buchen |
| 183 | Konstanz           | Konstanz, Landkreis Konstanz, Landkreis Überlingen |
| 184 | Donaueschingen     | Landkreis Donaueschingen, Landkreis Waldshut, Landkreis Stockach, Landkreis Neustadt |
| 185 | Lörrach            | Landkreis Lörrach, Landkreis Säckingen, Landkreis Müllheim |
| 186 | Freiburg           | Freiburg im Breisgau, Landkreis Freiburg |
| 187 | Emmendingen        | Emmendingen, Landkreis Villingen, Landkreis Wolfach |
| 188 | Offenburg          | Landkreis Offenburg, Landkreis Lahr, Landkreis Kehl |
| 189 | Rastatt            | Baden-Baden, Landkreis Rastatt, Landkreis Bühl |
| 190 | Reutlingen         | Landkreis Reutlingen, Landkreis Tübingen |
| 191 | Calw               | Landkreis Calw, Landkreis Freudenstadt, Landkreis Horb |
| 192 | Rottweil           | Landkreis Rottweil, Landkreis Tuttlingen |
| 193 | Balingen           | Landkreis Balingen, Landkreis Hechingen, Landkreis Sigmaringen, Landkreis Münsingen |
| 194 | Biberach           | Landkreis Biberach, Landkreis Saulgau, Landkreis Ehingen |
| 195 | Ravensburg         | Landkreis Ravensburg, Landkreis Wangen, Landkreis Tettnang |

### Bayern
| Nr. | Wahlkreis        | Gebiet |
| --- | ---------------- | --- |
| 196 | Altötting        | Landkreis Altötting, Landkreis Mühldorf, Landkreis Wasserburg am Inn |
| 197 | Fürstenfeldbruck | Landkreis Dachau, Landkreis Fürstenfeldbruck, Landsberg am Lech, Landkreis Landsberg am Lech |
| 198 | Ingolstadt       | Landkreis Aichach, Ingolstadt, Landkreis Ingolstadt, Landkreis Pfaffenhofen an der Ilm, Landkreis Schrobenhausen |
| 199 | Miesbach         | Landkreis Miesbach, Landkreis Starnberg, Landkreis Wolfratshausen |
| 200 | München-Nord     | Maxvorstadt, Lehel, Schwabing, Freimann, Milbertshofen-Am Hart, Moosach, Feldmoching, Hasenbergl |
| 201 | München-Ost      | Haidhausen, Bogenhausen, Ramersdorf, Perlach, Berg am Laim, Trudering, Riem, Giesing, Harlaching |
| 202 | München-Süd      | Altstadt, Ludwigsvorstadt, Isarvorstadt, Sendling, Au, Hadern, Thalkirchen, Obersendling, Forstenried, Fürstenried, Solln |
| 203 | München-West     | Schwanthalerhöhe, Gern, Neuhausen, Nymphenburg, Laim, Pasing, Allach, Untermenzing, Obermenzing, Aubing, Lochhausen, Langwied |
| 204 | München-Land     | Landkreis Erding, Freising, Landkreis Freising, Landkreis München |
| 205 | Rosenheim        | Landkreis Bad Aibling, Landkreis Ebersberg, Rosenheim, Landkreis Rosenheim |
| 206 | Traunstein       | Bad Reichenhall, Landkreis Berchtesgaden, Landkreis Laufen, Traunstein, Landkreis Traunstein |
| 207 | Weilheim         | Landkreis Bad Tölz, Landkreis Garmisch-Partenkirchen, Landkreis Schongau, Landkreis Weilheim |
| 208 | Deggendorf       | Deggendorf, Landkreis Deggendorf, Landkreis Kötzting, Landkreis Regen, Landkreis Viechtach |
| 209 | Landshut         | Landkreis Kelheim, Landshut, Landkreis Landshut, Landkreis Mainburg, Landkreis Rottenburg an der Laaber |
| 210 | Passau           | Passau, Landkreis Passau, Landkreis Wegscheid, Landkreis Wolfstein |
| 211 | Pfarrkirchen     | Landkreis Eggenfelden, Landkreis Pfarrkirchen, Landkreis Vilsbiburg |
| 212 | Straubing        | Landkreis Bogen, Landkreis Dingolfing, Landkreis Mallersdorf, Straubing, Landkreis Straubing |
| 213 | Vilshofen        | Landkreis Grafenau, Landkreis Griesbach im Rottal, Landkreis Landau an der Isar, Landkreis Vilshofen |
| 214 | Amberg           | Amberg, Landkreis Amberg, Landkreis Eschenbach in der Oberpfalz, Landkreis Neumarkt in der Oberpfalz, Landkreis Sulzbach-Rosenberg |
| 215 | Burglengenfeld   | Landkreis Beilngries, Landkreis Burglengenfeld, Landkreis Parsberg, Landkreis Riedenburg, Landkreis Roding, Schwandorf |
| 216 | Cham             | Landkreis Cham, Landkreis Nabburg, Landkreis Neunburg vorm Wald, Landkreis Oberviechtach, Landkreis Vohenstrauß, Landkreis Waldmünchen |
| 217 | Regensburg       | Regensburg, Landkreis Regensburg |
| 218 | Tirschenreuth    | Landkreis Kemnath, Landkreis Neustadt an der Waldnaab, Landkreis Tirschenreuth, Weiden in der Oberpfalz |
| 219 | Bamberg          | Bamberg, Landkreis Bamberg, Landkreis Staffelstein |
| 220 | Bayreuth         | Bayreuth, Landkreis Bayreuth, Marktredwitz, Landkreis Wunsiedel |
| 221 | Coburg           | Coburg, Landkreis Coburg, Neustadt bei Coburg, Landkreis Kronach |
| 222 | Forchheim        | Landkreis Ebermannstadt, Forchheim, Landkreis Forchheim, Landkreis Höchstadt an der Aisch, Landkreis Pegnitz |
| 223 | Hof              | Hof, Landkreis Hof, Landkreis Münchberg, Landkreis Rehau, Selb |
| 224 | Kulmbach         | Kulmbach, Landkreis Kulmbach, Landkreis Lichtenfels, Landkreis Naila, Landkreis Stadtsteinach |
| 225 | Ansbach          | Ansbach, Landkreis Ansbach, Landkreis Feuchtwangen, Rothenburg ob der Tauber, Landkreis Rothenburg ob der Tauber, Landkreis Uffenheim |
| 226 | Erlangen         | Erlangen, Landkreis Erlangen, Landkreis Fürth, Landkreis Neustadt an der Aisch, Landkreis Scheinfeld |
| 227 | Nürnberg         | Von Nürnberg die nordöstlichen, südöstlichen und südwestlichen Stadtteile |
| 228 | Nürnberg – Fürth | Von Nürnberg die nordwestlichen Stadtteile (Almoshof, Buch, Doos, Eberhardshof, Gaismannshof, Gostenhof, Höfen, Höfles, Kleinreuth, Kraftshof, Leyh, Lohe, Muggenhof, Schniegling, Schnepfenreuth, St. Johannis, St. Lorenz, St. Sebald, Sündersbühl, Thon und Wetzendorf) sowie Fürth |
| 229 | Schwabach        | Landkreis Hersbruck, Landkreis Lauf an der Pegnitz, Landkreis Nürnberg, Landkreis Schwabach, Schwabach |
| 230 | Weißenburg       | Landkreis Dinkelsbühl, Landkreis Eichstätt, Landkreis Gunzenhausen, Landkreis Hilpoltstein, Landkreis Weißenburg in Bayern |
| 231 | Aschaffenburg    | Landkreis Alzenau in Unterfranken, Aschaffenburg, Landkreis Aschaffenburg, Landkreis Miltenberg, Landkreis Obernburg |
| 232 | Bad Kissingen    | Bad Kissingen, Landkreis Bad Kissingen, Landkreis Ebern, Landkreis Haßfurt, Landkreis Hofheim, Landkreis Königshofen im Grabfeld, Landkreis Mellrichstadt |
| 233 | Karlstadt        | Landkreis Bad Neustadt an der Saale, Landkreis Bad Brückenau, Landkreis Gemünden am Main, Landkreis Hammelburg, Landkreis Karlstadt, Landkreis Lohr am Main |
| 234 | Schweinfurt      | Landkreis Gerolzhofen, Kitzingen, Landkreis Kitzingen, Schweinfurt, Landkreis Schweinfurt |
| 235 | Würzburg         | Landkreis Marktheidenfeld, Landkreis Ochsenfurt, Würzburg, Landkreis Würzburg |
| 236 | Augsburg-Stadt   | Augsburg |
| 237 | Augsburg-Land    | Landkreis Augsburg, Landkreis Friedberg, Landkreis Krumbach, Landkreis Wertingen |
| 238 | Dillingen        | Landkreis Dillingen, Landkreis Günzburg, Neu-Ulm, Landkreis Neu-Ulm |
| 239 | Donauwörth       | Landkreis Donauwörth, Neuburg an der Donau, Landkreis Neuburg an der Donau, Landkreis Nördlingen |
| 240 | Kaufbeuren       | Landkreis Füssen, Kaufbeuren, Landkreis Kaufbeuren, Landkreis Marktoberdorf, Landkreis Schwabmünchen |
| 241 | Kempten          | Kempten (Allgäu), Landkreis Kempten (Allgäu), Lindau (Bodensee), Landkreis Lindau (Bodensee), Landkreis Sonthofen |
| 242 | Memmingen        | Landkreis Illertissen, Memmingen, Landkreis Memmingen, Landkreis Mindelheim |

### Saarland (ab 1957)
| Nr. | Wahlkreis              | Gebiet |
| --- | ---------------------- | --- |
| 243 | Saarbrücken-Stadt      | Saarbrücken, vom Landkreis Saarbrücken die Gemeinde Dudweiler und die Amtsbezirke Brebach, Kleinblittersdorf und Riegelsberg                                                          |
| 244 | Saarbrücken-Land       | Landkreis Saarbrücken ohne Dudweiler und die Ämter Brebach, Kleinblittersdorf und Riegelsberg, vom Landkreis Saarlouis die Amtsbezirke Bous (Saar) und Wadgassen                      |
| 245 | Saarlouis – Merzig     | vom Landkreis Saarlouis das Gebiet der heutigen Gemeinden Dillingen/Saar, Nalbach, Rehlingen-Siersburg, Saarlouis, Saarwellingen, Überherrn und Wallerfangen, Landkreis Merzig-Wadern |
| 246 | Ottweiler – St. Wendel | Landkreis St. Wendel, Landkreis Ottweiler ohne Neunkirchen (Saar) und den Amtsbezirk Spiesen, vom Landkreis Saarlouis die Amtsbezirke Lebach und Schmelz                              |
| 247 | Homburg – St. Ingbert  | Landkreis Homburg, Landkreis St. Ingbert, vom Landkreis Ottweiler die Stadt Neunkirchen (Saar) und der Amtsbezirk Spiesen                                                             |